# 小侧金盏花
小侧金盏花（学名：Adonis aestivalis var. parviflora）为毛茛科侧金盏花属下的一个变种。

## 扩展阅读
- 小侧金盏花（页面存档备份，存于）